# Thomas M. Gunter

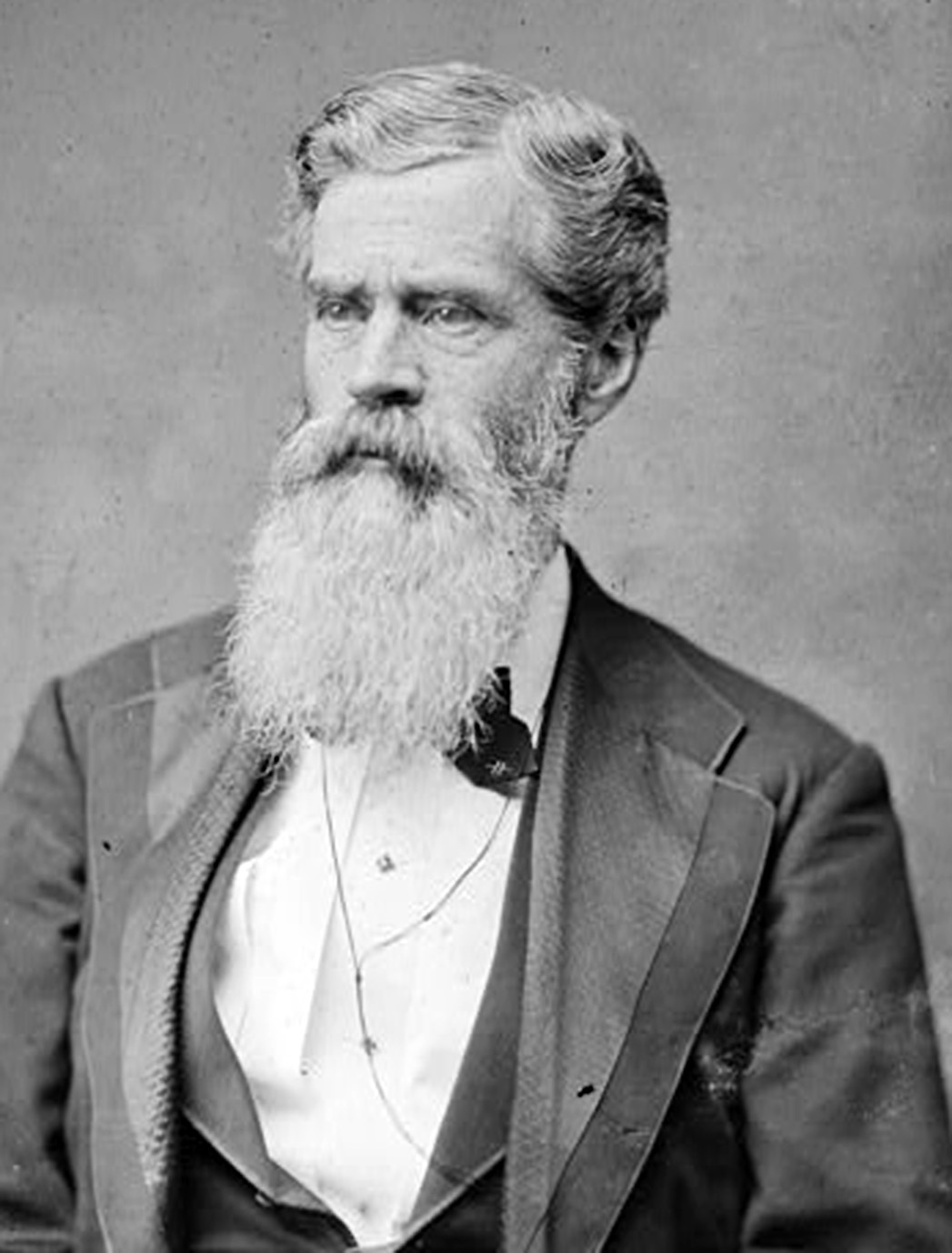
Thomas M. Gunter

Thomas Montague Gunter (* 18. September 1826 bei McMinnville, Warren County, Tennessee; † 12. Januar 1904 in Fayetteville, Arkansas) war ein US-amerikanischer Politiker. Zwischen 1874 und 1885 vertrat er den dritten bzw. den vierten Wahlbezirk des Bundesstaates Arkansas im US-Repräsentantenhaus.

## Werdegang
Thomas Gunter genoss in seiner Heimat eine gute Schulausbildung und absolvierte im Jahr 1850 das Irving College. Nach einem Jurastudium und seiner im Jahr 1853 erfolgten Zulassung als Rechtsanwalt begann er in Fayetteville (Arkansas) in seinem neuen Beruf zu arbeiten. Politisch schloss er sich der Demokratischen Partei an. Im Jahr 1861 war er Delegierter auf dem Kongress, der den Austritt des Staates Arkansas aus der Union beschloss. Während des Bürgerkrieges wurde er Colonel in der Armee der Konföderierten Staaten.
Nach dem Krieg wurde Gunter von 1866 bis 1868 Staatsanwalt im vierten Gerichtsbezirk von Arkansas. Bei den Kongresswahlen des Jahres 1872 verlor er im dritten Distrikt von Arkansas gegen William W. Wilshire, der für die Republikanische Partei kandidierte. Gunter legte aber gegen das Wahlergebnis Widerspruch ein. Als diesem stattgegeben wurde, konnte er am 16. Juni 1874 den Sitz von Wilshire übernehmen und dessen Legislaturperiode bis zum 3. März 1875 beenden. Bei den Wahlen des Jahres 1874 kandidierte Gunter dann im vierten Distrikt, den er nach einigen Wiederwahlen zwischen dem 4. März 1875 und dem 3. März 1885 im Kongress vertrat. In dieser Zeit war er Vorsitzender des Ausschusses, der sich mit privaten Landansprüchen an die Regierung befasste.
Im Jahr 1882 verzichtete Gunter auf eine weitere Kandidatur für den Kongress. Er kehrte nach Fayetteville zurück, wo er wieder als Anwalt arbeitete. Dort ist er im Jahr 1904 auch verstorben.